# Apatura nikosia
Apatura nikosia är en fjärilsart som beskrevs av Hans Fruhstorfer 1913. Apatura nikosia ingår i släktet Apatura och familjen praktfjärilar. Inga underarter finns listade i Catalogue of Life.